# 富士山 (馬)
富士山（日語：フジヤマケンザン），是日本純種競賽馬匹。生涯活躍於中長途賽事，曾於1991年菊花賞獲得第三，其後於1995以8歲（現7歲）之齡贏得二級賽香港國際盃，並於同年獲得最佳父親內國產馬頭銜。

## 出賽前
1988年4月17日出生於北海道早來町（今安平町）吉田牧場，所有權歸於父系及母系之馬主藤本龍也旗下。
其後交由栗東訓練中心練馬師戶山為夫訓練。

## 競賽生涯

### 4歲（現3歲）
1991年1月6日出戰京都競馬場4歲新馬戰，雖然於直路上表現出不俗的衝刺力，但仍然未能超越前方對手，最終以第五完賽。
1月20日再出戰4歲新馬戰，本次比賽保持領放姿態於直路繼續加速，最終拋離對手2馬位取得首勝。
然而其後因出現骨膜炎的徵狀，不得不進入休養狀態，因而無法出戰經典三冠頭兩關。
10月復出後越級挑戰條件戰嵯峨野特別，賽前僅獲得第六人氣。比賽開始後，其繼續以極速的姿態搶佔位置進行領放，最終成功將對手拋離取得第二場勝利。
10月12月隨即以連戰的姿態出戰嵐山特別，但於直路未能保持速度下被一早經已被後上的Kyowa Yusho超越，最終以6馬位巨大差距落敗。
其後陣營有意安排其角逐菊花賞，雖然一度因為累積獎金不足而被排除於名單之外，所幸於其他馬匹推出下其得以出戰。比賽開始後，其順應前方領放馬做出的慢步速保持於第三左右的位置，並於通過第二圈第三、四彎道時候開始發力。進入直路後，其憑借提早發力的優勢取得領先，但最終仍然被Leo Durban及Ibuki Maikagura超越以第三完賽。
完成菊花賞金後其緊接出戰日本盃及有馬紀念挑戰年長馬匹，但未能發揮實力下以分別以第八及第十完賽。

### 5歲（現4歲）
1992年1月回歸條件戰級別的賽駒出戰一月錦標，輕鬆勝出後正式進入公開組。
2月3日出戰鑽石錦標，雖然賽前因長途賽事的實績以獲得第一人氣，然而於比賽途中未能再直路上保持速度，最終失速之下僅獲得第八。
其後縮程至1800米出戰中日新馬盃，賽前落後Bamboo Passion取得第二人氣。比賽開始後，其保持於先頭第二的位置推進，進入對面直路後稍為墮後等待時機，於第三、四彎道時候重新發力加速。進入直路前，雖然其一度失去方向欠被包圍，但憑借其優秀的反應下成功調整，最終於內欄位置一舉衝出擊敗其他對手，以1/2馬位優勢取得首個分級賽冠軍。
中日新聞盃後其左前腳球節出現疼痛徵狀，因而再度進入休養狀態。
狀態恢復後以十二月錦標作為復出戰，展現優秀的實力輕鬆取勝。
其後乘勢出戰有馬紀念，然而比賽途中一直保持於中團位置未能發力衝出，最終沉沒之下以第十四大敗。
縱然其於比賽途中毫無異樣，但陣營仍然以保險為由安排其進入長期休養，以確保其狀態一直維持良好。

### 6歲（現5歲）
1993年5月29日，練馬師戶山為夫於富士山休養途中因食道癌過身，其因而被短暫轉往鶴留明雄馬房。
8月於關谷紀念復出，並憑借於直路的優秀表現超越眾多對手，最終僅不敵領放馬Meistersinger取得第二。
其後出戰函館紀念，選擇先行戰術下於直路未能保持速度，最終被其他對手超越下以第四完賽。
9月其再度被轉移至森秀行馬房。
10月出戰轉往森廄後的首戰公開賽福島民報盃，於其中奮戰下僅以頸位落敗。
然而其後未能維持穩定的戰績，出戰三場賽事無一進入三甲，最佳戰績為於愛知盃取得第五。

### 7歲（現6歲）
1994年年初出戰美國賽馬會盃及中山紀念兩場賽事，然而未能於直路最大程度爆發出速度下均以第二落敗。
為求突破陣營於4月安排其出戰泥地賽事帝王賞，然而泥地適性完全不足下於直路大幅失速，最終以包尾第十六慘敗。
6月進一步縮程出戰安田紀念，但再次未能維持速度下以第十一大敗。
其後降級出戰吾妻小富士公開賽，於其中一直保持於先頭位置下再直路一舉衝出，最終取得愧為1年半的勝利，其後亦於BSN保持氣勢，再度以輕鬆的姿態達成連勝。
入秋後以每日王冠作為起動戰，賽前僅獲得第九人氣的低評價。比賽開始後，其處於第四的先頭位置，但於通過第一彎道後隨即降低速度墮後至第七，並於比賽中後段一直維持此緩慢的節奏。進入直路後，其於外檔位置加速強襲，最終僅敗於Nehai Caesar爆冷奪得第二。
其後繼續於中長途戰線中征戰，以秋季天皇賞及日本盃作為目標，但分別於其中以第九入第十一落敗。
12月陣營安排其遠征香港出戰香港國際盃，雖然比賽初段因漏閘需要於最後方展開追走，但於進入直路後隨即爆發自身的末腳速度，最終於內欄位置不斷衝刺下跑獲一席第四。

### 8歲（現7歲）
進入1995年，陣營宣佈本年度以遠征香港作為前題安排賽事，因而將首戰定為中山紀念。比賽開始後，其再度採用自身擅長的先行戰術，保持於領放馬後方有遮擋的位置推進。進入直路後，其於所在位置輕鬆加速，最終成功壓制一同衝出的Sakura Chitose O獲得第二個分級賽冠軍。
4月1日前往香港出戰女皇盃，雖然賽前成為第一人氣的大熱門，但於比賽途中一直被困於馬群內部，無法順利加速之下以第十大敗。
回國後以寶塚紀念作為目標，但同樣未能跑出水準之下以第十一大敗。
夏季其以七夕賞作為目標，並於直路上的纏鬥中成功戰勝Inter Clever，以3/4馬位率先衝線取得勝利。
短暫放草過後放棄往年每日王冠接戰秋季天皇賞的路線，改為出戰三級賽兜山紀念。比賽開始後，其其雖然以較為穩定的步速行進，但於直路受到59公斤的高負磅下未能和其他對手抗衡，最終以第四完賽。
11月12日出戰富士錦標，採取先行戰術於於直路一早取得領先，其後亦能保持速度抵擋後方大樹狂風的挑戰，最終拉開對手1 1/2馬位取勝。
12月10日第三度遠征香港，再度出戰上年度僅獲殿軍的香港國際盃。比賽開始後，其於第四的位置穩步追走，並於比賽途中一直維持於有利位置等待時機。進入直路後，其成功加速並逐步拋離後方主隊馬活力先生的追擊，最終再超越前方的搵福利下以1分47.0秒的破紀錄時間取得冠軍，成為繼1959年Hakuchikara勝出華盛頓讓賽以來時隔36年再一匹揚威海外平地分級賽的日本馬。
年末，由於其於香港國際盃上為日本爭光，因而於評選中以60票當選最佳父內國產馬。

### 9歲（現8歲）
1996年，經已9歲的富士山仍然現役並出戰中山紀念，但受到60公斤的頂磅影響下完全無法順利加速，最終以第九大敗。
6月繼續出戰金鯱賞，一直維持於第二的位置下在直路一舉衝出，最終以1馬位優秀戰勝對手，成為日本賽馬史上第三匹以9歲馬之齡勝出分級賽的賽駒。
7月7日出戰寶塚紀念，雖然比賽初段維持一貫的節奏保持於先頭部隊之中，但進入直路未能最大程度維持速度，最終以第五完賽。
完成寶塚紀念後，陣營原定安排其遠征法國，但於檢查過後發現其右前腳有兩處地方發生骨折，因而進入休養。
最終其狀態未見好轉之下，再加上年齡之因素，陣營決定安排其退役，並於1997年2月8日取消日本中央競馬會的賽駒註冊。

### 詳細賽績
| 日期       | 舉辦國家/地區 | 馬場 | 距離   | 級別 | 賽事名稱         | 負重 | 騎師     | 馬號 | 出馬 | 名次 | 時間   | 頭馬（二馬）         |
| ---------- | ------------- | ---- | ------ | ---- | ---------------- | ---- | -------- | ---- | ---- | ---- | ------ | -------------------- |
| 6/1/1991   | 日本          | 京都 | 草1800 |      | 4歲新馬          | 55   | 小島貞博 | 3    | 16   | 5    | 1:52.7 | Dynamic Spin         |
| 20/1/1991  | 日本          | 京都 | 草1600 |      | 4歲新馬          | 55   | 小島貞博 | 12   | 13   | 1    | 1:37.6 | （Yuko Seven）       |
| 5/10/1991  | 日本          | 京都 | 草2200 |      | 嵯峨野特別       | 55   | 小島貞博 | 4    | 7    | 1    | 2:14.5 | （Kei Spurt）        |
| 12/10/1991 | 日本          | 京都 | 草3000 |      | 嵐山錦標         | 53   | 小島貞博 | 2    | 9    | 2    | 3:08.7 | Kyowa Yusho          |
| 3/11/1991  | 日本          | 京都 | 草3000 | GI   | 菊花賞           | 57   | 小島貞博 | 10   | 18   | 3    | 3:09.7 | Leo Durban           |
| 24/11/1991 | 日本          | 東京 | 草2400 | GI   | 日本盃           | 55   | 小島貞博 | 6    | 15   | 8    | 2:25.9 | 金鳳凰               |
| 22/12/1991 | 日本          | 中山 | 草2500 | GI   | 有馬紀念         | 55   | 小島貞博 | 10   | 15   | 10   | 2:31.8 | Dai Yusaku           |
| 12/1/1992  | 日本          | 中山 | 草2000 |      | 一月錦標         | 58   | 小島貞博 | 7    | 11   | 1    | 1:59.8 | （Inter Erimo）      |
| 3/2/1992   | 日本          | 東京 | 草3200 | GIII | 鑽石錦標         | 58   | 小島貞博 | 14   | 15   | 8    | 3:19.8 | Mr.Cyclennon         |
| 8/3/1992   | 日本          | 中京 | 草1800 | GIII | 中日新聞盃       | 53   | 小島貞博 | 7    | 12   | 1    | 1:47.3 | （Yamanin Seattle）  |
| 6/12/1992  | 日本          | 中山 | 草2000 | OP   | 十二月錦標       | 57   | 小島貞博 | 8    | 8    | 1    | 2:00.5 | （Sekitei Ryu O）    |
| 27/12/1992 | 日本          | 中山 | 草2500 | GI   | 有馬紀念         | 57   | 小島貞博 | 10   | 16   | 14   | 2:35.3 | 目白善信             |
| 8/8/1993   | 日本          | 新潟 | 草1600 | GIII | 關屋紀念         | 57   | 小島貞博 | 1    | 13   | 2    | 1:33.9 | Meistersinger        |
| 22/8/1993  | 日本          | 函館 | 草2000 | GIII | 函館紀念         | 58.5 | 小島貞博 | 2    | 15   | 4    | 2:04.7 | Golden Eye           |
| 10/10/1993 | 日本          | 福島 | 草2000 | OP   | 福島民報盃       | 57   | 小島貞博 | 10   | 10   | 2    | 2:00.5 | Monta Mir            |
| 31/10/1993 | 日本          | 東京 | 草2000 | GI   | 秋季天皇賞       | 58   | 岡部幸雄 | 15   | 17   | 9    | 1:59.9 | 也文攝輝             |
| 21/11/1993 | 日本          | 京都 | 草1600 | GI   | 一哩冠軍賽       | 57   | 松永幹夫 | 12   | 15   | 8    | 1:36.4 | Shinko Lovely        |
| 12/12/1993 | 日本          | 中京 | 草2000 | GIII | 愛知盃           | 58   | 田島信行 | 12   | 16   | 5    | 2:01.1 | Homare Okan          |
| 23/1/1994  | 日本          | 中山 | 草2200 | GII  | 美國賽馬會盃     | 57   | 蛯名正義 | 13   | 14   | 2    | 2:14.2 | 詩歌劇               |
| 13/3/1994  | 日本          | 中山 | 草1800 | GII  | 中山紀念         | 57   | 岡部幸雄 | 9    | 14   | 2    | 1:49.1 | Sakura Chitose O     |
| 12/4/1994  | 日本          | 大井 | 泥2000 |      | 帝王賞           | 55   | 岡部幸雄 | 1    | 16   | 16   | 2:10.3 | Stabilizer           |
| 15/5/1994  | 日本          | 東京 | 草1600 | GI   | 安田紀念         | 57   | 蛯名正義 | 7    | 16   | 11   | 1:34.5 | 北方飛翔             |
| 26/6/1994  | 日本          | 福島 | 草1800 | OP   | 吾妻小富士公開賽 | 56   | 蛯名正義 | 12   | 13   | 1    | 1:47.5 | （Dan Noble）        |
| 24/7/1994  | 日本          | 新潟 | 草1800 | OP   | BSN公開賽        | 56   | 蛯名正義 | 4    | 10   | 1    | 1:48.2 | （Sengoku Silver）   |
| 9/10/1994  | 日本          | 東京 | 草1800 | GII  | 每日王冠         | 57   | 蛯名正義 | 1    | 11   | 2    | 1:44.8 | Nehai Caesar         |
| 30/10/1994 | 日本          | 東京 | 草2000 | GI   | 秋季天皇賞       | 58   | 蛯名正義 | 12   | 13   | 9    | 1:59.2 | Nehai Caesar         |
| 27/11/1994 | 日本          | 東京 | 草2400 | GI   | 日本盃           | 57   | 蛯名正義 | 5    | 14   | 11   | 2:24.5 | 美麗皇冠             |
| 11/12/1994 | 英屬香港      | 沙田 | 草1800 | GII  | 香港國際盃       | 55.8 | 蛯名正義 | 1    | 14   | 4    | 1:48.9 | 塔傑邦               |
| 12/3/1995  | 日本          | 中山 | 草1800 | GII  | 中山紀念         | 58   | 蛯名正義 | 9    | 12   | 1    | 1:50.3 | （Sakura Chitose O） |
| 1/4/1995   | 英屬香港      | 沙田 | 草2200 | HKGI | 女皇盃           | 57.1 | 蛯名正義 | 1    | 14   | 10   | 2:19.3 | 紅主教               |
| 4/6/1995   | 日本          | 京都 | 草2200 | GI   | 寶塚紀念         | 56   | 河内洋   | 15   | 17   | 11   | 2:11.5 | Dantsu Seattle       |
| 9/7/1995   | 日本          | 福島 | 草2000 | GIII | 七夕賞           | 58.5 | 蛯名正義 | 11   | 14   | 1    | 2:02.2 | （Inter Clever）     |
| 22/10/1995 | 日本          | 新潟 | 草1800 | GIII | 兜山紀念         | 59   | 蛯名正義 | 1    | 15   | 4    | 1:48.4 | I Owe You            |
| 12/11/1995 | 日本          | 東京 | 草1800 | OP   | 富士錦標         | 58   | 蛯名正義 | 7    | 9    | 1    | 1:47.5 | （大樹狂風）         |
| 10/12/1995 | 英屬香港      | 沙田 | 草1800 | GII  | 香港國際盃       | 57.2 | 蛯名正義 | 2    | 12   | 1    | 1:47.0 | （搵福利）           |
| 10/3/1996  | 日本          | 中山 | 草1800 | GII  | 中山紀念         | 60   | 蛯名正義 | 2    | 15   | 10   | 1:48.1 | 櫻花桂冠             |
| 9/6/1996   | 日本          | 中京 | 草2200 | GII  | 金鯱賞           | 59   | 村本善之 | 4    | 13   | 1    | 2:01.4 | （Sunday Branch）    |
| 7/7/1996   | 日本          | 阪神 | 草2200 | GI   | 寶塚紀念         | 58   | 村本善之 | 8    | 13   | 5    | 2:12.7 | 摩耶重炮             |

## 退役後
退役後，富士山成為了配種馬，於北海道早來町（今安平町）吉原牧場休養，在1997年進行配種，首批子嗣於1998年出生。首批子嗣可於2000年出賽。
2001年由配種馬退役，前往靜岡縣一個馬術俱樂部作為乘騎馬之用。
2005年8月由乘騎馬退役，於馬迷集資下被送回吉原牧場，並以功勞馬身份進行養老生活。
2016年4月13日，其因衰老以28歲高齡死亡。

## 血統簡介
父系Lucky Cast為日本馬匹，因出賽前患有肌腱炎而直接轉為配種馬。祖父My Swallow為愛爾蘭出生的英國賽駒，生涯戰績不俗，曾勝出莫尼大賽、撒拉曼德大賽及法國準則大賽，亦於一級賽二千堅尼錦標跑獲季軍。
母系Waka Suzuran為日本賽駒，生涯僅出戰一場賽事並落敗。Contrite為美國出生的愛爾蘭賽駒，生涯僅勝出一般賽事。

### 血統表
| 父線：Tourbillon系（希律系）         |                           |               |                 |
| 種馬 Lucky Cast 1979年（棗色）       | My Swallow 1979年（棗色） | Le Levanstell | Le Lavandou     |
| 種馬 Lucky Cast 1979年（棗色）       | My Swallow 1979年（棗色） | Le Levanstell | Stella's Sister |
| 種馬 Lucky Cast 1979年（棗色）       | My Swallow 1979年（棗色） | Darrigle      | Vilmory         |
| 種馬 Lucky Cast 1979年（棗色）       | My Swallow 1979年（棗色） | Darrigle      | Dollar Help     |
| 種馬 Lucky Cast 1979年（棗色）       | Typecast 1966年（棗色）   | Prince John   | Princequillo    |
| 種馬 Lucky Cast 1979年（棗色）       | Typecast 1966年（棗色）   | Prince John   | Not Afraid      |
| 種馬 Lucky Cast 1979年（棗色）       | Typecast 1966年（棗色）   | Journalette   | Summer Tan      |
| 種馬 Lucky Cast 1979年（棗色）       | Typecast 1966年（棗色）   | Journalette   | Manzana         |
| 繁殖雌馬 Waka Suzuran 1982年（棗色） | Contrite 1968年（棗色）   | Never Say Die | Nasrullah       |
| 繁殖雌馬 Waka Suzuran 1982年（棗色） | Contrite 1968年（棗色）   | Never Say Die | Singing Grass   |
| 繁殖雌馬 Waka Suzuran 1982年（棗色） | Contrite 1968年（棗色）   | Penitence     | Petition        |
| 繁殖雌馬 Waka Suzuran 1982年（棗色） | Contrite 1968年（棗色）   | Penitence     | Bootless        |
| 繁殖雌馬 Waka Suzuran 1982年（棗色） | Okiwaka 1972年（栗色）    | Remand        | Alcide          |
| 繁殖雌馬 Waka Suzuran 1982年（棗色） | Okiwaka 1972年（栗色）    | Remand        | Admonish        |
| 繁殖雌馬 Waka Suzuran 1982年（棗色） | Okiwaka 1972年（栗色）    | Wakakumo      | Cover Up Nisei  |
| 繁殖雌馬 Waka Suzuran 1982年（棗色） | Okiwaka 1972年（栗色）    | Wakakumo      | Kumowaka        |
| 雌系：號族：3                        |                           |               |                 |
| 五代內近親交配：Count Fleet 5×5      |                           |               |                 |

## 命名由來
名字中，Fujiyama（フジヤマ）是馬主藤本龍也冠名，出自日本名山富士山，Kenzan（ケンザン）則為漢字「劍山」之音讀，香港則忽略後半部分，取冠名部分，翻譯為「富士山」。

## 外部連結
- 富士山 netkeiba.com
- 血統表